# Ashland (Montana)
Ashland é uma Região censo-designada localizada no estado americano de Montana, no Condado de Rosebud.

## Demografia
Segundo o censo americano de 2000, a sua população era de 464 habitantes.

## Geografia
De acordo com o United States Census Bureau tem uma área de 
19,6 km², dos quais 19,6 km² cobertos por terra e 0,0 km² cobertos por água.

## Localidades na vizinhança
O diagrama seguinte representa as localidades num raio de 44 km ao redor de Ashland. 